# 居米斯哈吉柯伊
居米斯哈吉柯伊是土耳其的城鎮，由阿馬西亞省負責管轄，位於該國北部，距離梅爾濟豐20公里，面積653平方公里，該鎮在十三至十四世紀期間經濟繁榮，2010年人口24,806。
40°52′N 35°13′E / 40.867°N 35.217°E